# Fontana della Galera
Fontana della Galera (pol. Fontanna z galerą) – klasycystyczna fontanna w Ogrodach Watykańskich.

## Historia
Za pontyfikatu papieża Juliusza III w latach 1550–1555 istniała, przylegająca do wieży z zaprojektowaną przez Bramantego spiralną klatką schodową, poprzednia fontanna, nazywana „peschierą” (pol. staw rybny). Przedstawili ją na swoich rysunkach Mario Cartaro w 1574 roku oraz Claude Duchet w 1579 roku. Fontana składała się z łukowatego zagłębienia, które otoczone było formami skalnymi. Przed zagłębieniem znajdował się prostokątny basen. Fontanna otoczona była bujną roślinnością. Fontannę przebudowano w 1613 roku za pontyfikatu papieża Pawła V. Prace wykonali murarze Simone Dario i Stefano Fuccaro. Przede wszystkim rozbudowano wówczas strukturę w tle. Dodane zostały trzy baseny na wyższych kondygnacjach. U góry umieszczono: symetryczne rogi obfitości wykonane ze stiuku, orła z herbu rodziny Borghese wykonanego w peperynie oraz epigraf dedykacyjny na marmurze. Rzeźbiarz Carlo Fancelli wykonał dwa smoki z peperynu, które wstawione zostały do dwóch nisz po obu bokach centralnie usytuowanej groty. Smok widnieje w herbie papieskim Pawła V. W centralnym zagłębieniu struktury w tle znajdował się posąg przedstawiający leżące bóstwo rzeczne.
Pierwszy model galery wykonał blacharz Giovanni Fantini w 1621 roku. Jego warsztat znajdował się w rione Sant’Eustachio. Zleceniodawcą był papież Grzegorz XV.
Kompletną przebudowę fontanny przeprowadzono między kwietniem 1779 a czerwcem 1781 roku za pontyfikatu Piusa VI, w związku z pracami prowadzonymi na terenie i wokół Museo Pio-Clementino (Palazzetto del Belvedere). Postanowiono przebudować prospekt fontanny, dostosowując go do kanonu neoklasycystycznego. Wykonano go z cegieł, stiuku i trawertynu. Dla kolumn i architrawu wybrano porządek dorycki. Nad architrawem umieszczono cztery wazony z trawertynu oraz wyrzeźbiony przez Francesca Antoniego Franzoniego duży herb papieski Piusa VI. Nad bocznymi niszami po trzy gwiazdy z herbu rodziny Braschi. Basen fontanny zmienił formę z prostokątnej na owalną. Jednocześnie przebudowano pomieszczenia przylegające do fontanny we wnętrzu budynku – Vestibolo Rotondo. Przebudowano sąsiadującą loggię oraz bramę prowadzącą do ogrodu wokół fontanny. Pracami kierowali architekci, tacy jak: Pietro Camporese, Michelangelo Simonetti, Salvatore Casali.
Rzeźby w centralnej niszy, przedstawiające mit o Faetonie, wykonał rzeźbiarz Gaspare Sibilla. Artysta użył marmuru. W związku z pracami w latach 1779–1781 wymieniony został model galery. Nowy galeon, na wzór poprzedniego barokowego, wykonał Carlo Giuseppe Bassetti. Artysta użył ołowiu, brązu i miedzi. Pracował nad nim w między 22 maja 1780 a 31 maja 1781 roku. Model statku bojowego wyposażony jest w armaty, żagle i wanty. Przez specjalne dysze z najróżniejszych miejsc na statku wyrzucane są strumienie wody.
W latach 2007–2011 roku fontanna poddana została pracom restauracyjnym.

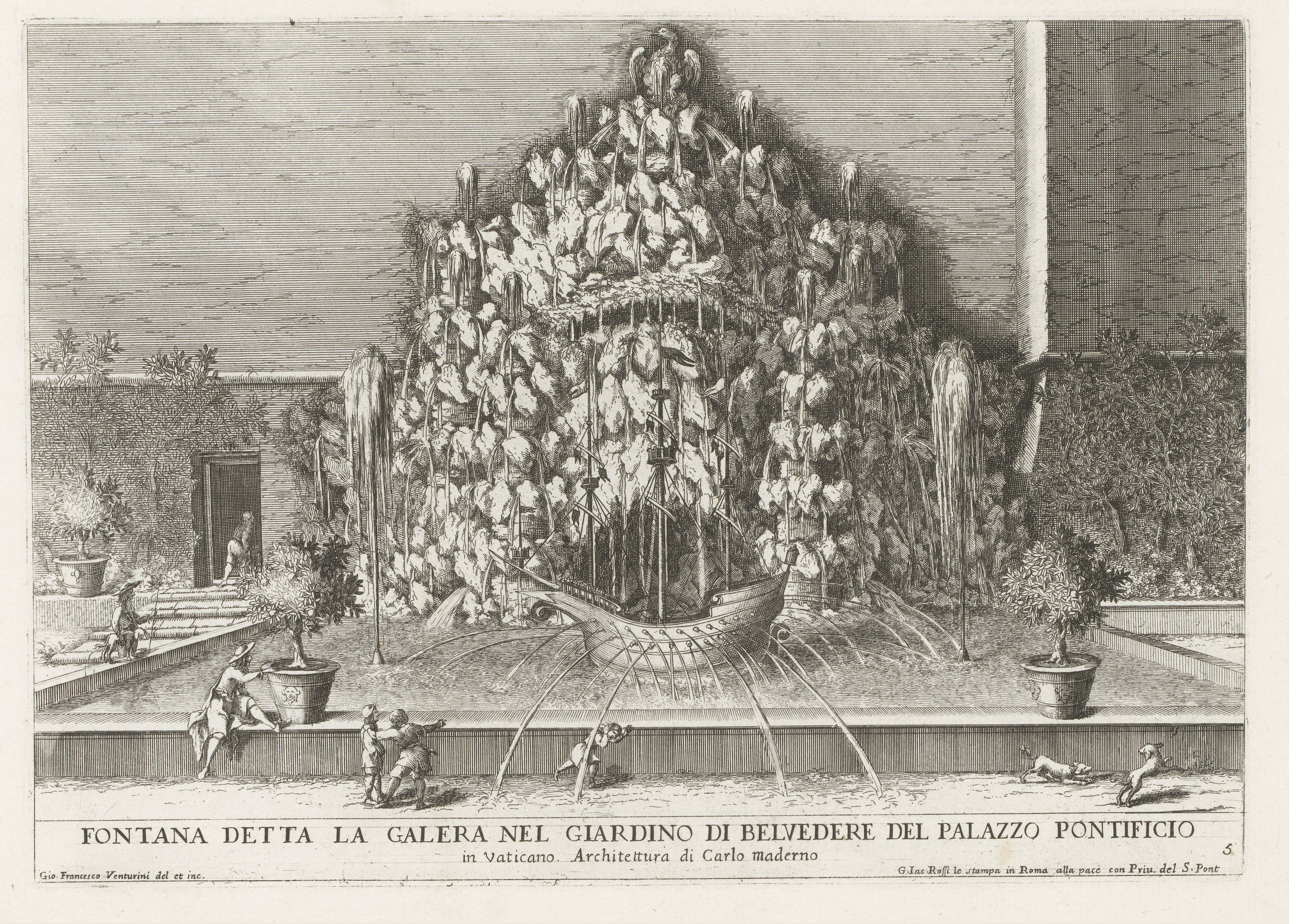
Akwaforta z XVII w.
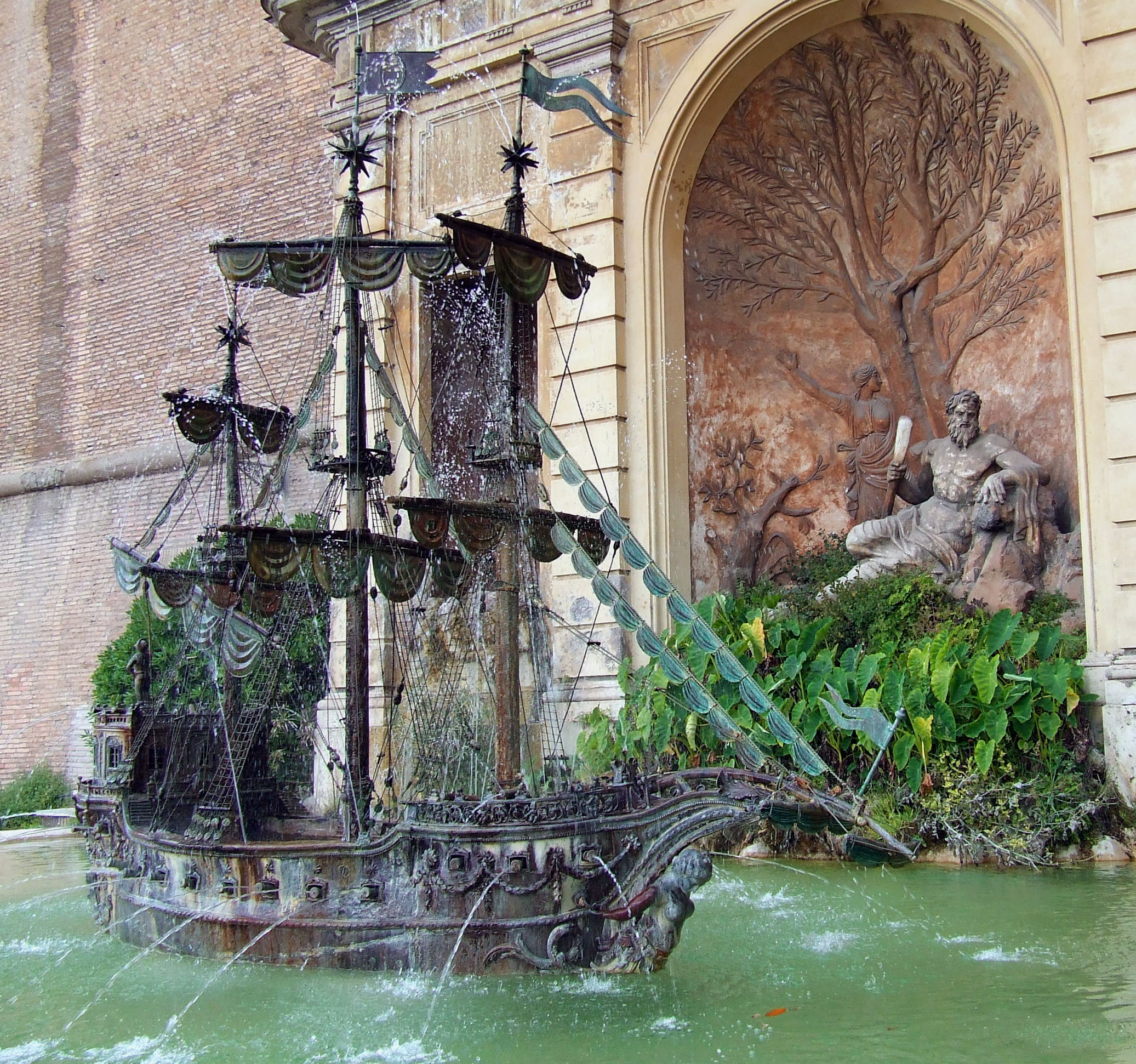
Galeon i Faeton
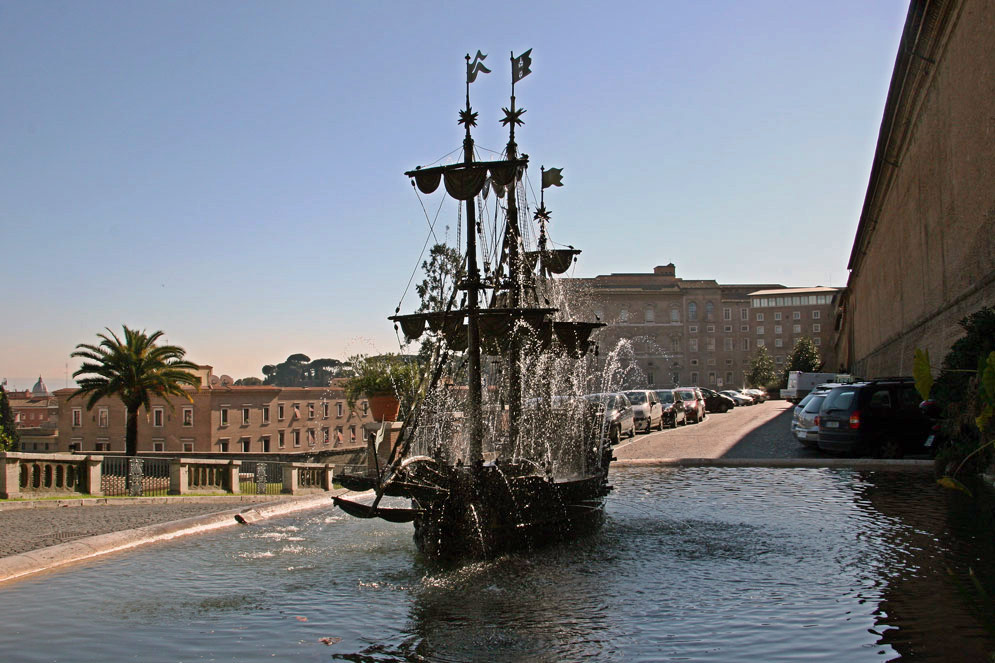
Galeon i Pałac Apostolski
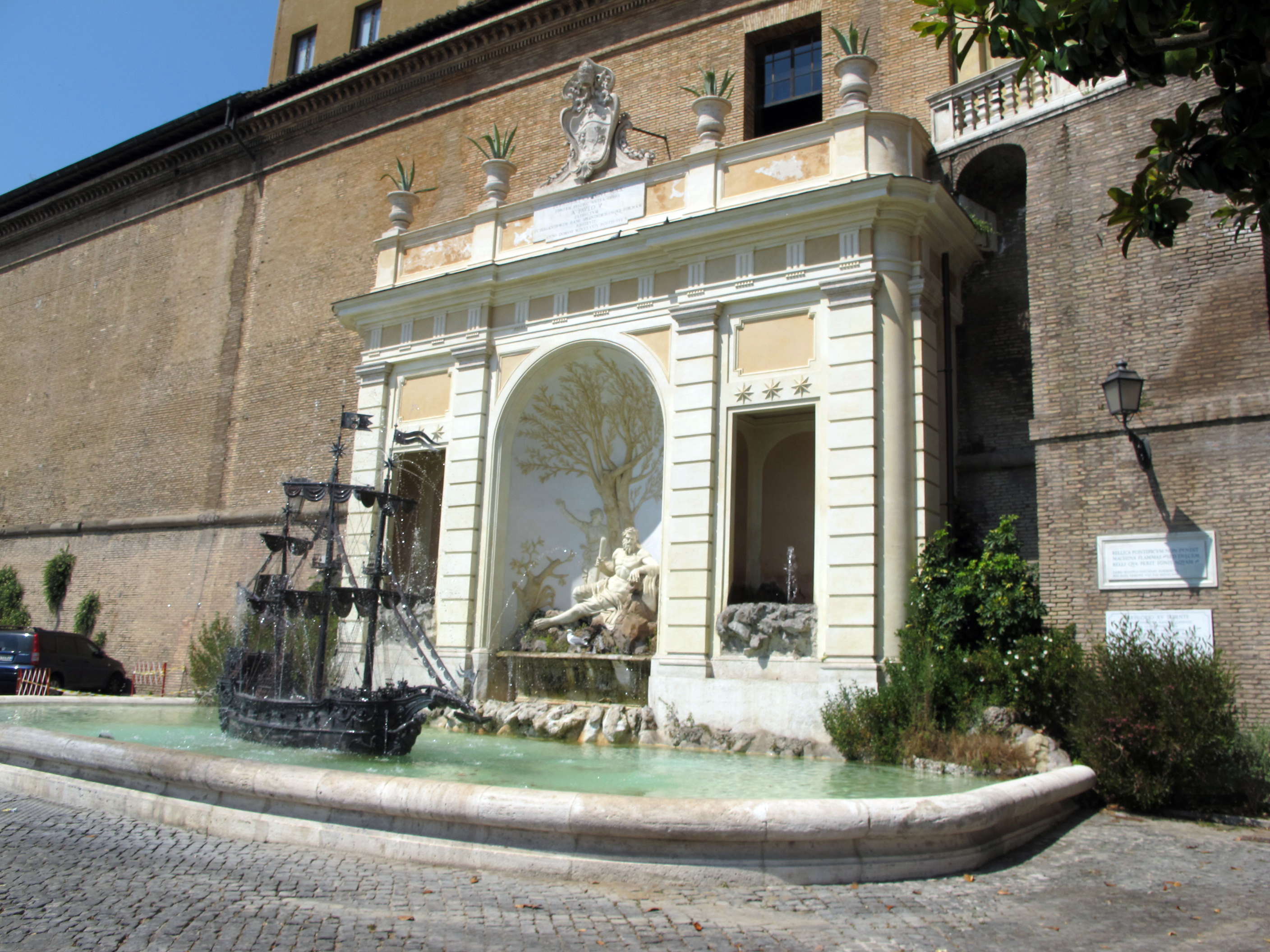
Palazzetto del Belvedere w tle